# Los Laureles (Cabimas)
Los Laureles es un barrio perteneciente a la a ciudad de Cabimas en el estado Zulia (Venezuela), pertenece a la parroquia Germán Ríos Linares.

## Ubicación
Los Laureles se encuentra entre los sectores Simón Bolívar al norte (calle 27 los Laureles), 26 de julio y Santa Rosa al sur (carretera H), Federación al este y Sucre al oeste (Av 34).

## Etimología
Los laureles toma su nombre de la hoja de laurel (laurus nobilis), adquirió ese nombre por el cementerio municipal de Cabimas que ya estaba cuando comenzó la urbanización y las coronas funerarias para los difuntos confeccinadas con esta planta.

## Historia
Los laureles viejos, fueron construidos en 1960 por el empresario Octavio Zuleta Galué (presidente de Caicoc 1957 - 1960), en el área hasta entonces conocida como El Tembladar. Sin embargo las casas fueron abandonadas al poco tiempo, porque los organismos públicos nunca instalaron los servicios públicos.
Los Laureles, fue planificado por el gobierno de Carlos Andrés Pérez en 1973, para reubicar a los residentes de La Salina y El Cardonal que vivían en condiciones precarias, en una ciénaga. Los Laureles nuevos fueron terminados en 1975.

## Zona Residencial
Los Laureles es una urbanización planificada, con casas construidas por el Instituto Nacional de la Vivienda (INAVI), organizadas en torno a plazas (alrededor de 10), calles y veredas, a su vez el plan original incluía tanques de agua con bombas uno en la H cerca de la Av 31 y otro en la H34 ambos todavía en pie pero actualmente sin uso. Los Laureles cuenta con la Escuela Básica Los Laureles, la Unidad Educativa Manuel Belloso, la sede principal de la Universidad Nacional Experimental Rafael María Baralt (UNERMB) y el cementerio municipal de Cabimas (llamado Cementerio Los Laureles).
La UNERMB fue creada en 1983 por decreto del gobierno nacional, imparte las carreras de Educación (con varias menciones) y Administración (mención Gerencia Industrial), los estudiantes le han dado vida al sector, propiciando las librerías, papelerías, líneas de taxis, carros por puestos, hospedaje y ventas de comida.
El Cementerio es considerado parte de los Laureles aunque está en el perímetro del barrio Santa Rosa, Parroquia San Benito, la razón es que existió antes que existiera el barrio Santa Rosa como cementerio de Los Laureles, fue construido a comienzos de los 70's como sustitución del campo santo que se encontraba en Tierra Negra, carretera H cerca de la Av. Miraflores donde será la nueva sede de la Alcaldía de Cabimas. El cementerio es un terreno cuadrado cruzado de avenidas de cemento y con algunas matas de Lara y de Mango.

## Vialidad y Transporte
Las calles de los Laureles están numeradas y siguen un patrón en torno a sus plazas, la calle 27 es su límite norte con el barrio Simón Bolívar y la calle 2 es su límite este. En la Av 34 está la parada de la línea H y Cabillas que pasa por distintas calles de los Laureles.

## Sitios de Referencia
- Universidad Nacional Experimental Rafael María Baralt (UNERMB). Carretera H sector los Laureles. Frente al cementerio.
- Escuela básica Los Laureles
- Cementerio municipal de Cabimas Santísima Trinidad. Carretera H con Av 41.